# Ántheia
Ántheia är en ort i Grekland.   Den ligger i prefekturen Nomós Évrou och regionen Östra Makedonien och Thrakien, i den nordöstra delen av landet, 400 km nordost om huvudstaden Aten. Ántheia ligger 30 meter över havet och antalet invånare är 914.
Terrängen runt Ántheia är platt söderut, men norrut är den kuperad. Havet är nära Ántheia åt sydväst. Runt Ántheia är det glesbefolkat, med 19 invånare per kvadratkilometer. Närmaste större samhälle är Alexandroupolis, 9,8 km väster om Ántheia. Trakten runt Ántheia består till största delen av jordbruksmark.